# Dévocalisation
 (janvier 2019).
Le dévoisement ou la dévocalisation est une procédure chirurgicale qui enlève du tissu des cordes vocales chez les chiens et chats pour réduire le volume de leurs aboiements ou miaulements de façon permanente. En général le dévoisement est entrepris à la demande du propriétaire, là où permis par la loi[Où ?], mais peut être imposé par ordonnance du tribunal dans le cas d’un animal gênant. Alors que certains voient la procédure comme une suppression de la libre expression des animaux, d’autres la défendent car elle évite la mise à mort d’animaux de compagnie considérés trop bruyants,. Même si l'appel d'un comportementaliste canin est à privilégier, la dévocalisation est à utiliser à moins qu’il ne s’agisse de la seule façon d’éviter l’euthanasie et que tous les autres traitements et méthodes de gestion humanitaires aient échoué.